# Leucania ferrago
Leucania ferrago là một loài bướm đêm trong họ Noctuidae.